# Manga János
Manga János (Pereszlény, 1906. június 24. – Budapest, 1977. szeptember 2.) magyar folklorista, a néphagyomány és népművészet szakavatott kutatója.

## Pályája
Már fiatal korában gyűjtött népzenét, előbb az Ipoly mentén később más felvidéki tájakon és a közeli Észak-Magyarországon is. Manga János 1929-től felvidéki falukban, később Érsekújvárott tanított. A  budapesti Néprajzi Múzeum munkatársaként 1941-től dolgozott, majd 1949-ben a balassagyarmati Palóc Múzeum igazgatója, 1960-ban lett a Népművelési Intézet igazgatója, azután nyugdíjazásáig az MTA Néprajzi Kutató Csoportjának főmunkatársa, osztályvezetőjeként tevékenykedett. Az ünnepi népszokások, a római katolikus vallásos néprajz és a pásztorművészet voltak a kutatási területe. Leginkább Ipolymente és a Garammente, a Zoborvidék és a Mátyusföld szakértője volt. A magyar-szlovák kapcsolat jeles ismerője, tanúja. Manga Jánosnak a Felvidékről származó fotói (kb. 600 db) digitalizált formában hozzáférhetőek a Magyar Tudományos Akadémia Néprajzi Kutatóintézetének Adattára jóvoltából. 

## Emlékezete
- 1992 Emléktáblája a szülői házon
- Manga János Közösségi Ház, Rimóc
- Manga János születésének 90. évfordulója alkalmából 1996. szeptember 20-án konferenciát rendezett a balassagyarmati Palóc Múzeum és az MTA Néprajzi Kutatóintézetének támogatásával.
- 2023 Pereszlény, emléktábla[2]

## Művei
- 1930 Farsangi történet. A Hét 1930/4.
- 1930 Luca alakja a falusi nép babonás hitében. A Hét 1930/50.
- 1931 Födémes múltjából. A Hét 1931/23.
- 1936 Pogánykori emlékek az ipolyvölgyi palóc néplélekben. Magyar Írás 1936/8, 75-81.
- 1937 Dudák, sípok, furulyák gramofonlemezen s egyéb gyűjtemények. Komáromi Lapok 1937/39.
- 1938 Népzenegyűjtés Nyitra vidékén. Tátra 1938/2, 46-52.
- 1938 A martosi kurjázás, a palóc kiszehajtás és a nagypéntekhajnali mosdás az Ipolyban. Érsekújvár és Vidéke 1938. április 17, 4.
- 1939 A visszatért Felvidék néprajza. In: Visszatért Felvidék. Budapest.
- 1941 A téli ünnepkör hagyományai a nyitramegyei Menyhén. Ethnographia 1941, 189-217.
- 1941 A tavaszi ünnepkör hagyományai a nyitramegyei Menyhén. Néprajzi Értesítő 1941, 281-318.
- 1942 A nyári ünnepkör szokásai a nyitramegyei Menyhén. Néprajzi Értesítő 1942, 63-68.
- 1942 Ünnepi szokások a nyitramegyei Menyhén. Budapest.
- 1948 Magyar katolikus népélet képekben
- 1956 Morena a jej maďarské obmeny. Slovenský národopis 1956, 421-452.
- 1961 Hirtenkunst in Transdanubien. Acta Ethn.
- 1963 Pásztorművészet. Budapest, Képzőművészeti Alap Kiadóvállalata.
- 1968 Ünnepek, szokások az Ipoly mentén. Budapest, Akadémiai Kiadó.
- 1973 Magyar népdalok, népi hangszerek. Budapest, Corvina Kiadó.
- 1975 Slovenské etnické skupiny v Maďarsku. In: Národopis Slovákov v Maďarsku 1975.
- 1976 Magyar pásztorfaragások. Budapest, Corvina Kiadó.
- 1979 Palócföld. Budapest, Gondolat Kiadó.